# Glypta nigripes
Glypta nigripes là một loài tò vò trong họ Ichneumonidae.